# Вътрешен строеж на Луната
Луната е диференцирано тяло, което се разделя геохимически на кора, мантия и ядро. Смята се че този строеж е в резултат на частична кристализация на лунен магмен океан малко след формирането му преди 4,5 млрд. години. Енергията която се изисква за да разтопи външната част на Луната често се приписва на гигантски сблъсък, който най-вероятно е формирал и системата Земя-Луна и материалът намиращ се в околоземната орбита.
При геохимическо картографиране от орбита се вижда че лунната кора е основно анортозитна по състав, което е съвместимо с хипотезата за магмения океан. Лунната кора е съставена основно от елементите: кислород, силиций, магнезий, желязо, калций и алуминий, но има и важни следи от елементите: титан, уран, торий, калий и водород. По геофизични методи е изчислено че дебелината на кората трябва да е поне 50 km.
Частично разтопяване на мантията на Луната предизвиква изригвания на базалтови морета по повърхността. Анализът на този базалт сочи, че мантията е съставена предимно от оливин и пироксин и че лунната мантия е по-богата на желязо от земната мантия. Някои лунни базалти съдържат голямо количество титан, което води до предположението че лунната мантия е много разнородна по състав. Засичани са лунотресения на дълбочина 1000 км от повърхността. Те са периодични и са причинени от приливните сили в резултат от ексцентричната орбита на Луната около Земята. Засичани са и лунотресения на дълбочина около 100 km, но те са по-редки и изглежда нямат връзка с приливните сили.
Средната плътност на Луната е 3346,4 kg/m3, което я прави вторият най-плътен спътник в Слънчевата система след Йо. Различни доказателства сочат, че лунното ядро е малко с радиус около 350 km или по-малко. С тези размери ядрото е едва 20% от цялата Луна, което контрастира с 50% при ядрата на другите земеподобни тела. Съставът на ядрото е все още неустановен, но се преполага че съдържа желязо примесено с малки количества сяра и никел. Според анализа на променливото въртене на Луната се смята че ядрото ѝ е частично разтопено.